# Meioneta longipes
Meioneta longipes là một loài nhện trong họ Linyphiidae.
Loài này thuộc chi Meioneta. Meioneta longipes được Ralph Vary Chamberlin & Wilton Ivie miêu tả năm 1944.